# Eucosmophyes
Eucosmophyes là một chi bướm đêm thuộc phân họ Olethreutinae trong họ Tortricidae.

## Các loài
- Eucosmophyes commoni Horak, 2006
- Eucosmophyes icelitodes Diakonoff, 1982